# Raion de Fălești
Le raion de Fălești est un raion de la république de Moldavie, dont le chef-lieu est Fălești. En 2014, sa population était de 78 258 habitants.

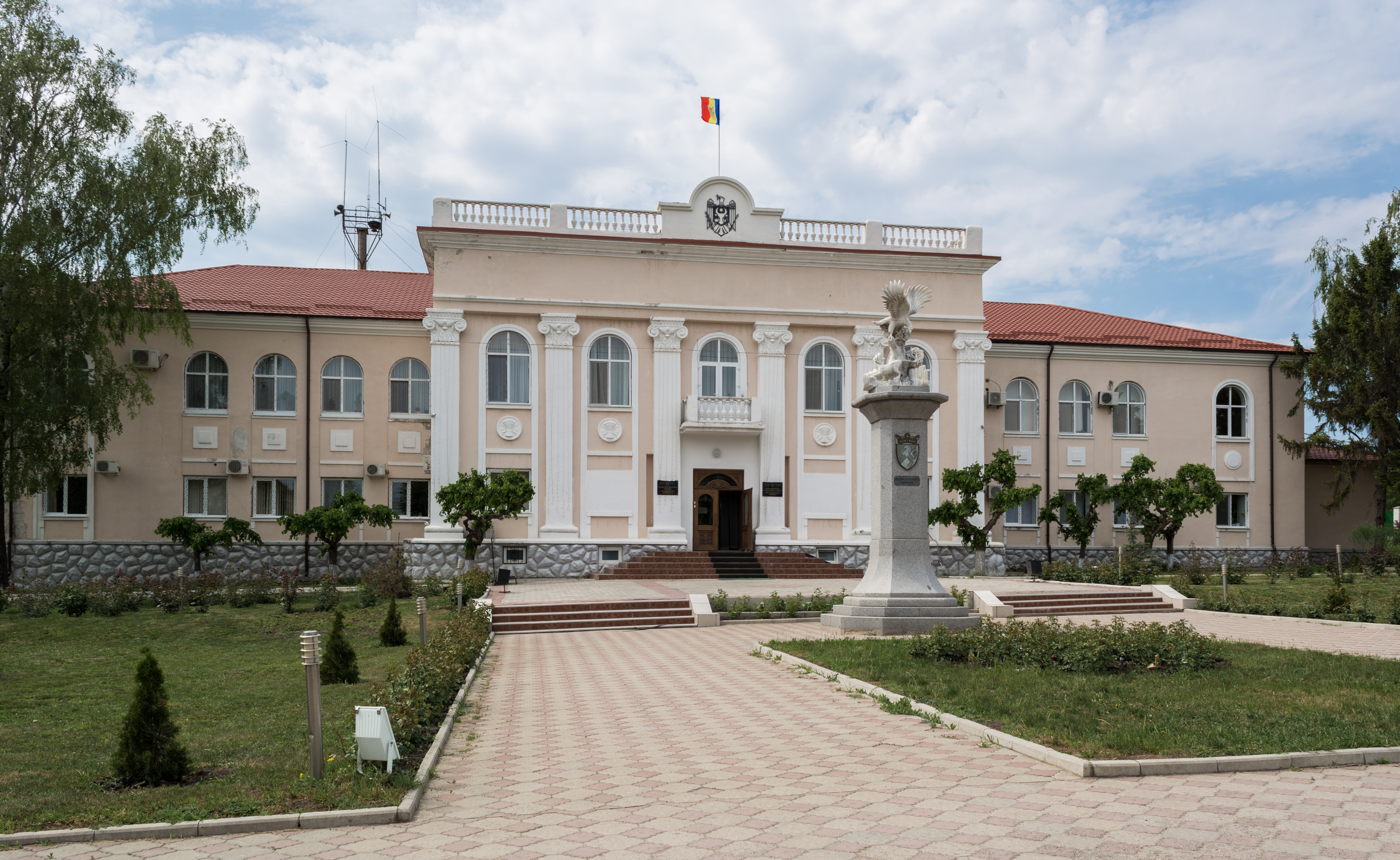
Adresse : Falesty, ul. Stefana cel Mare 50

## Démographie
| Groupe ethnique      | %    |
| -------------------- | ---- |
| Moldaves et Roumains | 86,8 |
| Ukrainiens           | 10,3 |
| Russes               | 2,5  |
| Autres               | 0,2  |

## Religions
- 98,0 % de la population du raïon est chrétienne, dont une grande partie sont orthodoxes.
- 0,7 % de la population est athée ou sans religion.